# Christophe Ruggia
Pour les articles homonymes, voir Ruggia.
Christophe Ruggia, né le 7 janvier 1965 à Rueil-Malmaison, est un réalisateur, scénariste et producteur français. Il réalise cinq longs métrages. Il est engagé dans plusieurs causes militantes.  
Le 3 novembre 2019, il est accusé par Adèle Haenel d'« attouchements » et « harcèlement sexuel », puis condamné le 3 février 2025 à quatre ans de prison dont deux ferme pour agressions sexuelles sur mineure de 15 ans « par personne ayant autorité ». Il fait appel de la décision.

## Biographie
Christophe Ruggia est diplômé du Conservatoire libre du cinéma français et lauréat de la Fondation de la vocation 1993 (Cinéma).
Il conçoit et réalise, en 1991, la campagne de lutte contre le SIDA aux Antilles intitulée Sovè l’anmou[réf. nécessaire]. Après L’Enfance égarée (1993), court métrage sorti en salle dans le programme Quatre légendes urbaines[réf. nécessaire], il signe Le Gone du Chaâba (1997), un premier long métrage qu’il accompagne lors de sa sortie en France et dans de nombreux festivals.
Il réalise ensuite deux autres longs métrages, Les Diables (2002) et Dans la tourmente (2011).
Il se fait connaître pour ses nombreux engagements militants,.
Il est plusieurs fois coprésident ou vice-président entre 2003 et juin 2019 de la Société des réalisateurs de films (SRF). Il a été coprésident pour 2014-2015.
En novembre 2019, la SRF annonce avoir décidé de le radier de ses membres après que l’actrice Adèle Haenel a accusé le réalisateur d’« attouchements » et de « harcèlement sexuel permanent » alors qu’elle était âgée de 12 à 15 ans. Celui-ci alors encore membre du conseil d'administration, est décrit par Le Monde comme « un poids lourd de l'association »,. Pour Le Point, le réalisateur est « moins connu pour ses films que pour son engagement de longue date au sein de la SRF ».

## Prises de position
En 2003, selon Libération, « il joue un rôle prépondérant dans la coordination de lutte » des intermittents du spectacle,.
En 2005, peu avant la condamnation du réalisateur Jean-Claude Brisseau pour harcèlement sexuel, il fait partie des signataires d’une pétition de soutien à ce dernier lancée par Les Inrockuptibles. Cette pétition dénonce « la manière dont certains médias ont rendu compte du procès qui lui est fait ».
En 2015, il lance avec d'autres cinéastes, « L'appel de Calais », qui dénonce le désengagement de l'État dans la gestion de la « jungle de Calais », lieu où des milliers de migrants vivent dans des conditions misérables,.
Il est à l'initiative d'un mouvement de soutien en France au cinéaste ukrainien Oleg Sentsov, un opposant à l'annexion de la Crimée, condamné par la Russie en 2015 à vingt années de prison pour « actes de terrorisme » et pour « trafic d’armes » lors d’un procès jugé « stalinien » par Amnesty international. Alors que le cinéaste ukrainien ne s'alimente plus depuis trois mois, Christophe Ruggia lance en septembre 2018 avec un collectif de cinéastes une grève de la faim tournante qu'il organise devant l'ambassade russe à Paris,,.
Dans les années 2010, il signe de très nombreuses tribunes et pétitions, défendant notamment les travailleurs sans papiers, les lycéens engagés contre les violences policières, Cédric Herrou — connu pour son aide aux migrants en situation irrégulière —, les droits de l’homme en Syrie,

## Accusations d'agressions sexuelles sur mineur
Pour des articles plus généraux, voir Affaire Adèle Haenel et Violences sexuelles et sexistes dans le cinéma français.
Le 3 novembre 2019 paraît un article de Mediapart dans lequel l'actrice Adèle Haenel accuse Christophe Ruggia d'« attouchements » et de « harcèlement sexuel », alors qu'elle avait entre douze et quinze ans,,, accusations qu'il réfute par l’intermédiaire de ses avocats puis dans un droit de réponse publié par Mediapart. 
Il lui demande pardon, déclarant que son « adulation » pour elle a pu être pour cette dernière « pénible à certains moments » et dénonce un « pilori médiatique ». La Société des réalisateurs de films (SRF) lance une procédure de radiation à son encontre.
La réalisatrice Mona Achache, ex-compagne de Christophe Ruggia, a témoigné pour l'enquête de Mediapart : « Il m'avait confié avoir des sentiments amoureux pour Adèle lors de la tournée promotionnelle des Diables. » Elle affirme qu'il lui a parlé d'une scène précise avec des contacts physiques, et qu'elle l'a ensuite quitté,. Dans une interview pour la « contre-enquête » de Marianne, Christophe Ruggia affirme que la rupture entre lui et Mona Achache a eu lieu après que cette dernière a rencontré un autre homme pendant un tournage et que c'est lui qui a quitté l'appartement où ils vivaient ensemble. Il ajoute avoir confié à sa compagne, au début de leur relation, sa « fascination » pour Adèle Haenel ; selon lui, « le reste n'est que pure invention,. »
Une enquête préliminaire, ouverte par le parquet de Paris pour des chefs d’« agressions sexuelles » sur mineure de moins de 15 ans « par personne ayant autorité » et de « harcèlement sexuel », est confiée à l'Office central de la répression de la violence faite aux personnes. À la suite de cela, l'actrice dépose plainte contre le réalisateur, qui est mis en examen le 16 janvier 2020 pour « agressions sexuelles sur mineur de 15 ans par personne ayant autorité sur la victime »,. En 2024, le parquet requiert un procès pour « agressions sexuelles aggravées sur mineur de 15 ans », en retenant comme circonstances aggravantes la minorité de l’actrice au moment des faits reprochés et la position d’autorité du réalisateur. Le procès s'ouvre en décembre 2024,. À l'audience comme pendant l'enquête, Christophe Ruggia dément tout ce dont il est accusé, et accuse l'actrice de s'être « radicalisée » dans sa lutte contre les violences sexuelles. Il affirme également qu'elle se venge pour un rôle qu'il ne lui a pas donné. Cinq ans de prison sont requis,. Le 3 février 2025, il est condamné à quatre ans de prison, dont deux ferme sous bracelet électronique et annonce faire appel,, avec un passage devant la cour d'appel prévu pour le 19 décembre 2025.

## Filmographie (réalisateur)
- 1992 : Sové l'anmou, court métrage
- 1993 : L'Enfance égarée, court métrage[note 6]
- 1997 : Le Gone du Chaâba
- 2002 : Les Diables
- 2011 : Dans la tourmente